# Римска република (1849)
Римска република је била краткотрајна држава настала 9. фебруара 1849. године током Првог италијанског рата за уједињење. Дана 30. априла 1849. године Рим заузимају француске снаге.

## Увод
Током Наполеонових ратова Италија је била уједињена под француском влашћу. Бечким конгресом поновно је успостављена политичка раздробљеност Италије, иако је број држава сада био мањи: престала је да постоји Ђеновљанска република (заузео ју је Пијемонт), Млетачка република (укинута Кампоформијским миром; од 1814. године у саставу Ломбардско-млетачке области које су одредбама Конгреса припојене Аустрији) и известан број мањих кнежевина које су припојене већима. Број држава у Италији сада је био осам: Ломбардско-млетачка краљевина, Пијемонт, Краљевство Две Сицилије, Папска држава, Тоскана, Парма, Модена и мала Лука. Највећи број ових држава био је под посредним или непосредним утицајем Аустрије. Становништво Италије је, сем тога, доста страдало у реакцијама монархистичких држава у Европи након пораза Наполеона.
Најнеразвијеније државе Италије биле су Папска држава и Краљевина Двеју Сицилија. Папа Пије VII је по паду Наполеона успоставио своју контролу и Папску државу поделио на четири легалства којима су управљали епископи са улогом гувернера. Римом је управљао кардинал чије су се надлежности поклапале са управником полиције.
Економска и политичка криза која се појавила у свим европским земљама захватила је и Италију већ 1846. године. Криза је изазвала живљи друштвени покрет. Као повод је послужила смрт папе Гргура XVI. Нови папа, Пије IX, био је наклоњен либерализму те је извршио одређене реформе у циљу либерализације. Реформе су одушевиле и самог Мацинија. Пије и Мацини започели су са планирањем устанка против Аустријанаца. Карло Алберт, владар Пијемонта, стао је на страну револуционара.

## Историја
Избијање револуције у Француској и Бечке револуције 1848. године подстакло је бројне италијанске државе, на челу са Пијемонтом, да се побуне против Хабзбурговаца. Међутим, након пораза Карла-Аберта код Кустоце, устанак се накратко прекинуо.
Међутим, народ је узео ствар у своје руке и 15. новембра погубио кардинала Росија, иницијатора обустављања рата. У Риму је избио устанак и проглашена је република. Прерушен, папа бежи у Гаету која је била под заштитом Бурбона. У Риму је формирана световна држава. Уставотворна скупштина усвојила је декрет који је предвиђао:
- лишавање папе световне власти;
- римски првосвештеник вршио је духовну власт;
- успостављање демократског уређења;
- ступање у односе са другим италијанским државама.

Дана 21. фебруара 1849. године одузета је имовина Цркви и уведен порез за најбогатије грађане. Звона са цркава претопљена су у топове. Републици Светог Марка послата је новчана помоћ од 100.000 скудија. Крајем марта, власт је предата тријумвирима: Мацинију, Сафију и Армелинију.
Под притиском народа, Карло Алберт је започео нови рат против Аустријанаца (12. март). Трајао је само 11 дана. Након великог пораза код Новаре, Карло-Алберт је прерушен побегао са бојног поља Аустријанцима. Престо је преузео његов син, Виктор-Емануел. Аустријанци су невероватном суровошћу угушили устанак. Отпор у северној Италији пружали су само још Млеци. Папа Пије је упутио позив у помоћ Француској, Аустрији и Шпанији. Дана 30. марта започето је бомбардовање Рима без икакве најаве. Пет дана касније, војска француског генерала Удина улази у Рим.